# Léon Lemmens
Léon Lemmens (ur. 16 marca 1954 w Boorsem, zm. 2 czerwca 2017 w Leuven) – belgijski duchowny rzymskokatolicki, biskup pomocniczy Mechelen-Brukseli w latach 2011-2017.

## Życiorys
Święcenia kapłańskie otrzymał 10 lipca 1977 i został inkardynowany do diecezji Hasselt. Pracował głównie jako wykładowca diecezjalnego seminarium, a w latach 1997-2004 był jego rektorem. Był także m.in. wikariuszem biskupim ds. formacji stałej (1995-1998), wikariuszem generalnym diecezji (1998-2004) oraz krajowym duszpasterzem powołań (1990-1995). Od 2005 pracował w Kongregacji ds. Kościołów Wschodnich.
22 lutego 2011 papież Benedykt XVI mianował go biskupem pomocniczym archidiecezji mecheleńsko-brukselskiej, ze stolicą tytularną Municipa. Sakry biskupiej udzielił mu abp André-Joseph Léonard. Zmarł na białaczkę 2 czerwca 2017.